# Jofre
Jofre és un nom propi masculí d'origen germànic en la seva variant en català. Jofre, o també Guifré en català, i en altres llengües Gottfred, Gottfrid, Godafrid (nòrdic antic Guðfríðr; femení Gudfrid, del nòrdic antic Guðfríðr) és un dels noms més populars en l'Era vikinga i que ha sobreviscut fins avui. L'etimologia procedeix de l'original i més antic GuðfriðuR, del protogermànic *guda [déu (és)] i *friðuR (protecció), per la qual cosa es pot interpretar com «protegit dels déus». La variant hiberno-nòrdica és Gofraid.

## Santoral
- 7 de novembre: Sant Jofre, bisbe.

## Festivitat
- 5 d'abril i 11 de novembre, beat Jofré de Blanes.